# The Green Fields of France

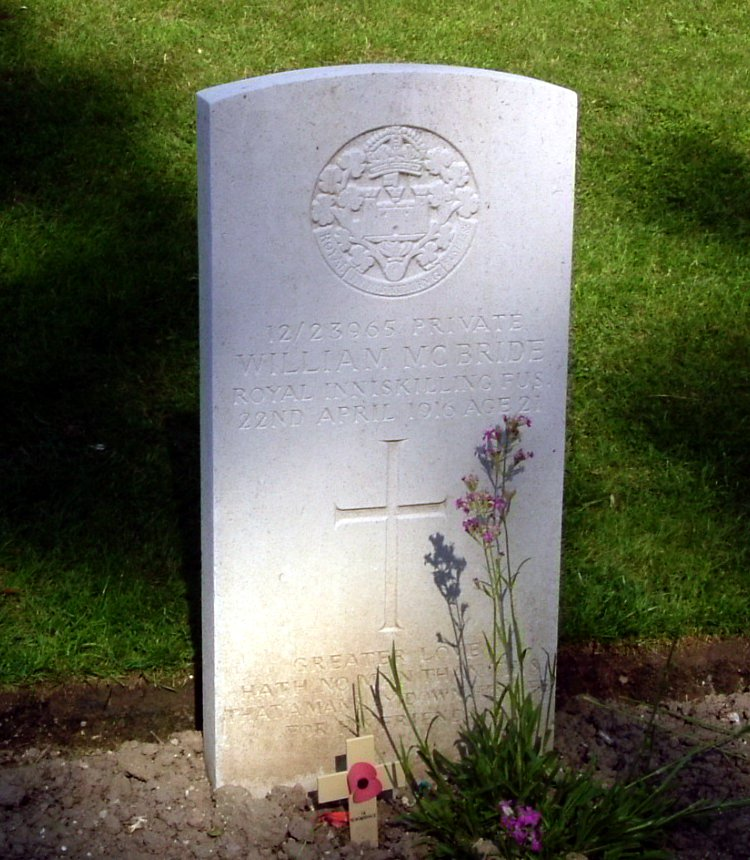
Graven av en "William McBride" som dog 1916.

"The Green Fields of France", originaltitel "No Man's Land", även känd som "Willie McBride", är en sång från 1976 av den skotsk-australiske sångaren och låtskrivaren Eric Bogle som i texten reflekterar över graven av en ung man som dog under första världskriget. 
Refrängen åsyftar två kända stycken från militärmusiken, "Last Post" och "Flowers of the Forest". Melodin, refrängen ("did they beat the drum slowly, did they play the fife lowly" (slog de långsamt på trummorna, spelade de lågt på pipan)) och ämnet (a young man cut down in his prime (en ung man fälld i sina bästa år)) liknar låten Streets of Laredo, en Nordamerikansk cowboyballad vars ursprung kan spåras tillbaka till en 1800-talsballad av irländskt ursprung med namnet "The Unfortunate Rake".
| ”            | Det är en sång som skrevs om de militära gravplatserna i Flandern och norra Frankrike. 1976 åkte jag och min fru till tre eller fyra av dessa militära gravplatser och såg alla de unga soldater som begravts där. | „ |
| – Eric Bogle | |   |

## Willie McBrides ursprung
Enligt låten så säger soldaten Willie McBrides gravsten att han var 19 år gammal när han dog 1916. Enligt Commonwealth War Graves Commission fanns det åtta soldater med namnet "William McBride" och ytterligare sex listade som "W. McBride" som dog i Frankrike eller Belgien under första världskriget, men ingen matchar soldaten i sången. Två "William McBrides" och en "W. McBride" dog 1916 men en är ihågkommen i Thiepval Memorial och har ingen gravsten. De andra två är begravna i Authuile Military Cemetery men den ena var 21 och den andras ålder är okänd. Alla tre var från irländska regementen.
Piet Chielens, koordinatör vid In Flanders Fields War Museum i Ypres, Belgien, och organisatör av årliga fredskonserter i Flandern, kontrollerade en gång alla 1 700 000 namn som är registrerade inom Commonwealth War Commission. Han fann inte mindre än tio rekryter med namnet William McBride.[källa behövs] Tre av dessa dog 1916, två var medlemmar av ett irländskt regemente, Royal Inniskilling Fusiliers, och dog mer eller mindre på samma plats under slaget vid Somme 1916. En var 21 år gammal, den andra var 19. Den nittonårige rekryten William McBride begravs i Authuille British Cemetery nära Albert och Beaumont-Hamel där Inniskilling Fusilliers placerades som en del av den 29:e divisionen..

## Coverversioner och inspelningar
Låten, under namnet "The Green Fields of France", var en stor framgång för The Fureys och Davey Arthur under 1980-talet i Irland. Melodin och texten skiljer sig lite från Eric Bogles original. Den spelades även in av Dropkick Murphys, som ändrade texten något. Eric Bogle har flera gånger hävdat att hans egen favoritinspelning av sången är av John McDermott. Filmskaparen Pete Robertson använde Dropkick Murphys version i sin kortfilm The Green Fields of France från 2008. Det svenska bandet Euskefeurat från Piteå lånade melodin till sin låt "Tankar på nattgammal is" utgiven 1984 som i stället för ödet för en irländsk soldat, handlar om en drygt 50 år gammal sliten man som arbetat större delen av sitt liv på ett cementgjuteri. Intressant är också att bandet gjort låten "Till Elias" som lånat temat att sitta vid en gammal grav och fundera på den unge mannen som är begravd där.
Andra coverversioner inkluderar:
| - Det tyska folkbandetAn Cat Dubh (1993), som "Green Fields Of France"), med passager från den tyska versionen av Hannes Wader på albumet Black is the Colour - Angelic Upstarts (1986), på albumet Power Of The Press - Asonance (2000), i en tjeckisk version "Zelené francouzské pláně" ("The Green Fields of France"), på albumet Alison Gross - Attila the Stockbroker (1987) - Bok, Muir & Trickett (1978) - Bob Dylan - Kevin McKrell (1989), som "Greenfields of France", på albumet Bound For Boston - Clare Bowditch, Tim Rogers och Gotye (2007) - Jake Burns, på sitt album Drinkin' Again - Celtic Tenors (2002), på albumet So Strong - Celtic Thunder (2009), som "The Green Fields of France", på albumet Take Me Home - The Chieftains - The Clancy Brothers - Liam Clancy - The Corries - Damh the Bard (2009), som "The Green Fields of France", på albumet Tales from the Crow Man - Donovan (1980), på albumet Neutronica - Dramtreeo (1992), som en duett på albumet Dramtreeo - Dropkick Murphys (2005), som "The Green Fields of France", på albumet The Warrior's Code - The Dubliners - Eric Fish, i den tyska versionen av Hannes Wader - The Fenians (1999), på albumen Band Of Rogues - The Fureys - Fist Of Steel, som "Green Fields Of France" | - Priscilla Herdman (1982), på albumetForgotten Dreams - Iain MacKintosh (1976), på albumet Live in Glasgow - The Men They Couldn't Hang (1984), som "The Green Fields of France" - Off Kilter (2005), på albumet Kick It! - Peter, Paul and Mary (1990), som "No Man's Land", på albumet Flowers and Stones - Prussian Blue (2005), som "Green Fields Of France", på albumet The Path We Chose - Plethyn i en walesisk översättning som "Gwaed ar eu Dwylo" (Blood on their Hands) - Franska sångaren Renaud Séchan (2009), i en fransk version "Willie McBride", på albumet Molly Malone - Saga - John Schumann and the Vagabond Crew (2008), på albumet Behind the Lines - Shilelagh Law, på albumet Good Intentions - Skrewdriver (1992), som "Green Fields of France" - Sons of Maxwell (1996), som "The Green Fields of France" - Stage Bottles, som "Green Fields Of France" - Stockton's Wing (1978), som "No Man's Land" på albumet Stockton's Wing - June Tabor (1977), som 'No Mans Land', på albumet Ashes and Diamonds och på Folk Anthology - Hannes Wader (1980), i en tysk version "Es ist an der Zeit" (1980) - Charlie Zahm (1997), på albumet Festival Favorites - 907Britt (2010), som "William McBride" |